# دنی هوستون
دنیل سالیس هوستون (به انگلیسی: Danny Huston) (زاده ۱۴ مه ۱۹۶۲) بازیگر، نویسنده و کارگردان آمریکایی است.
از فیلم‌های معروف او می‌توان به بازی در تولد، هوانورد، خاستگاه مردان ایکس: ولورین و چشمان بزرگ اشاره کرد.

## زندگی شخصی
در سال ۱۹۸۹، هوستون با ویرجینیا مادسن بازیگر ازدواج کرد. آنها در سال ۱۹۹۲ طلاق گرفتند. در سال ۲۰۰۱، او با کتی جین ایوانز ازدواج کرد که از او صاحب فرزندی به نام استلا شد. هوستون و ایوانز در سال ۲۰۰۶ از هم جدا شدند. ایوانز در اکتبر ۲۰۰۸ قبل از قطعی شدن طلاق بر اثر خودکشی درگذشت.

## فیلم‌شناسی
فهرست برخی فیلم‌هایی که دنی هوستون در آنها به ایفای نقش پرداخته است:
- ترک لاس وگاس (۱۹۹۵)
- آنا کارنینا (۱۹۹۷)
- نقشه سوزان (۱۹۹۸)
- هتل (۲۰۰۱)
- ۲۱ گرم (۲۰۰۳)
- شهر نقره‌ای (۲۰۰۴)
- تولد (۲۰۰۴)
- هوانورد (۲۰۰۴)
- باغبان وفادار (۲۰۰۵)
- فرزندان انسان (۲۰۰۶)
- ماری آنتوانت (۲۰۰۶)
- ۳۰ روز شب (۲۰۰۷)
- پادشاهی (۲۰۰۷)
- چگونه دوستان را از دست بدهیم و مردم را غریبه کنیم (۲۰۰۸)
- خاستگاه مردان ایکس: ولورین (۲۰۰۹)
- بوگی ووگی (۲۰۰۹)
- لبه تاریکی (۲۰۱۰)
- برخورد تایتان‌ها (۲۰۱۰)
- رسم سلحشور (۲۰۱۰)
- تو جک را نمی‌شناسی (۲۰۱۰)
- رابین هود (۲۰۱۰)
- خشم تایتان‌ها (۲۰۱۲)
- دزدیده شده - (۲۰۱۲)
- دو جک - (۲۰۱۲)
- چشمان بزرگ - (۲۰۱۴)
- فرانکنشتاین - (۲۰۱۵)
- غوطه‌ور - (۲۰۱۵)
- زن شگفت‌انگیز - (۲۰۱۷)
- انجل سقوط کرده‌است - (۲۰۱۹)
- در امتداد رودخانه به سمت درخت‌ها - (۲۰۲۲)
- مارلو - (۲۰۲۲)

## تلویزیون
- تو جک را نمی‌شناسی